# شهرستان اسکات (آیووا)
شهرستان اسکات، آیووا (به انگلیسی: Scott County, Iowa) شهرستانی در ایالات متحده آمریکا است که در آیووا واقع شده‌است.